# داني لو
داني لو (15 يوليو 1975 - ) (بالإنجليزية: Danny Law)‏ هو لاعب كريكت بريطاني.